# Kora z Berlina
Kora z Berlina (niem. Berliner Kore) także Bogini Berlińska (niem. Berliner Göttin)  – rzeźba grecka z okresu archaicznego, przedstawiająca stojącą postać kobiecą, datowana na ok. 570 rok p.n.e., z widocznymi śladami pigmentów, przede wszystkim czerwonego i żółtego. 
Odkryta w 1923 roku w południowej Attyce, w latach 1924–1945 w zbiorach Antikensammlung Berlin, w 1945–1958 w Ermitażu w Leningradzie, zwrócona przez ZSRR w 1958, od 2011 roku udostępniona publiczności w Starym Muzeum w Berlinie.

## Nazwa
Rzeźba „Kora z Berlina” znana jest jako „Bogini Berlińska”, choć najprawdopodobniej to statua nagrobna zmarłej kobiety o wysokim statusie społecznym .
Niemiecki archeolog Theodor Wiegand (1864–1936) pisząc o rzeźbie, używał określenia „bogini”, lecz nie wykluczał, że obiekt przedstawia śmiertelną kobietę . W 1927 roku Ernst Langlotz (1895–1978) użył określenia „bogini z granatem”, a Ernst Buschor (1886–1961) – „Bogini Berlińska”, i to ostatnie utrwaliło się w tradycji muzealnej .
W zbiorach Antikensammlung rzeźba figuruje pod numerem Sk 1800 jako Grabstatue einer Frau ("Berliner Göttin") (pol. statua nagrobna kobiety („Bogini Berlińska”)) .

## Historia
Data powstania rzeźby szacowana jest na ok. 570–560 rok p.n.e.  (okres archaiczny ), przy czym badacze w XXI w. skłaniają się ku datowaniu na ok. 570 rok p.n.e. 
Rzeźba została odkryta w 1923 roku w Olympos niedaleko Keratei w południowej Attyce . Była rzekomo owinięta ołowianą blachą .  
Następnie trafiła do marszanda Jacoba Hirscha (1874–1955) w Genewie, gdzie w 1924–25 roku została zakupiona dla berlińskiej kolekcji sztuki antycznej – Antikensammlung . Od 1926 roku rzeźba prezentowana była w Starym Muzeum w Berlinie . 
Podczas II wojny światowej została ewakuowana i przechowywana w bunkrach . W 1945 roku wywieziona wraz z innymi zabytkami berlińskich muzeów jako łup wojenny do ZSRR . W latach 1945–1958 należała do zbiorów Ermitażu w Leningradzie, przechowywana w magazynach . Po tym jak w 1958 roku ZSRR zwrócił NRD półtora miliona dzieł sztuki , rzeźba wróciła do Berlina i od 1959 roku wystawiona była w północnym skrzydle Muzeum Pergamońskiego . W 1973 roku została udostępniona publiczności japońskiej na wystawach w Tokio i Kioto .
W 2009 roku została odrestaurowana przez Wolfganga Maßmanna, a w 2011 roku powróciła jako element wystawy stałej Starego Muzeum . 

## Opis

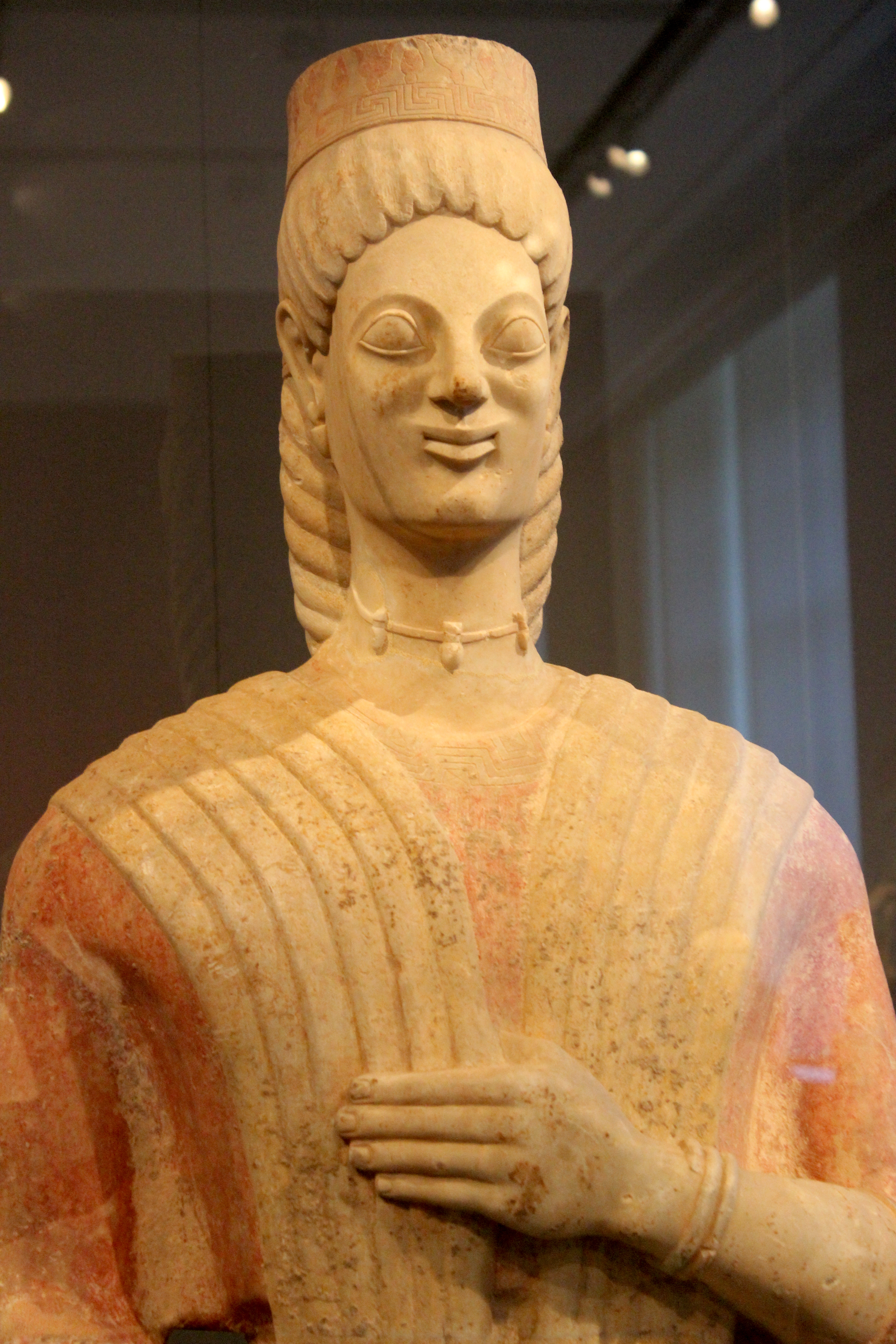
Kora z Berlina – fragment

Rzeźba przedstawia kobiecą postać, stojącą prosto, z podniesioną głową, ze złączonymi stopami i zgiętymi w łokciach rękami, trzymanymi z przodu, blisko ciała . Postać odziana jest w peplos, na który narzucony jest prostokątny szal ozdobiony w rogach frędzelkami . Na wysokości biodra, w prawej ręce trzyma owoc granatu . Lewa dłoń spoczywa na klatce piersiowej . Wystające spod szaty stopy obute są w sandały . 
Twarz kobiety charakteryzuje się wydatnym, wąskim nosem . Łuki brwiowe i usta są ostro zarysowane, a końcówki ust uniesione do góry w charakterystyczny uśmiech . W prawym oku nadal widoczna jest tęczówka wypełniająca całą powierzchnię gałki ocznej z zachowanymi śladami czerwono-brązowego koloru . 
Długie włosy, zebrane za uszami przepaską, opadają falami „w jodełkę” z tyłu głowy i na końcu zebrane są w cylindrycznej ozdobie . Głowę zdobi polos – korona o cylindrycznym kształcie, tradycyjne nakrycie głowy bogiń płodności na Bliskim Wschodzie i w Grecji . Korona zdobiona jest nacięciami i pąkami lotosu . Postać nosi również biżuterię: naszyjnik, kolczyki z wisiorkami w kształcie pączków oraz spiralną bransoletę na lewym nadgarstku .
Rzeźba wykonana jest z białego marmuru . Jej wysokość całkowita (wraz z piedestałem) to 192,5 cm, a wysokość bez piedestału i korony to 1,76 cm . Zachowała się w całości, z niewielkimi ubytkami na powierzchni i śladami pigmentów: czerwonego (owoc, lamówka i frędzle szalu, opaska do włosów, ozdoby korony ), żółtego (włosy, szal, sandały ) i niebieskiego (obecnie niewidoczny ) . 